# Aston Villa Women Football Club 2021-2022
Questa voce raccoglie le informazioni riguardanti l'Aston Villa Women Football Club nelle competizioni ufficiali della stagione 2021-2022.

## Stagione
La stagione 2021-22 è stata la seconda consecutiva dell'Aston Villa nella FA Women's Super League, massima serie del campionato inglese. Anche per questa stagione lo stadio casalingo è stato il Bescot Stadium di Walsall. La stagione è partita col cambio della guida tecnica della squadra dopo che Gemma Davies, che aveva guidato la squadra alla promozione e nella prima stagione in Super League, aveva lasciato il club. Al suo posto è arrivata Carla Ward.
Il campionato di FA Women's Super League è stato concluso al nono posto con 21 punti conquistati, frutto di 6 vittorie, 3 pareggi e 13 sconfitte, conquistando la salvezza e mantenendo la categoria. In FA Women's Cup la squadra è stata eliminata subito al quarto turno, sconfitta dal Chelsea. In FA Women's League Cup la squadra ha concluso la fase a gruppi al quinto e ultimo posto nel gruppo A, venendo così eliminata dalla manifestazione.

## Maglie e sponsor
Le tenute di gioco solo le stesse adottate dall'Aston Villa maschile.
| Casa | Trasferta | Terza divisa |

## Rosa
Rosa e numeri come da sito ufficiale.
| N. |                        | Ruolo | Calciatrice            |
| -- | ---------------------- | ----- | ---------------------- |
| 1  | Inghilterra (bandiera) | P     | Hannah Hampton         |
| 2  | Inghilterra (bandiera) | D     | Sarah Mayling          |
| 3  | Inghilterra (bandiera) | D     | Meaghan Sargeant       |
| 4  | Inghilterra (bandiera) | C     | Remi Allen             |
| 5  | Inghilterra (bandiera) | D     | Elisha N'Dow           |
| 6  | Inghilterra (bandiera) | D     | Anita Asante           |
| 7  | Svizzera (bandiera)    | A     | Alisha Lehmann         |
| 8  | Scozia (bandiera)      | C     | Chloe Arthur           |
| 9  | Australia (bandiera)   | A     | Emily Gielnik          |
| 10 | Germania (bandiera)    | C     | Ramona Petzelberger    |
| 11 | Inghilterra (bandiera) | A     | Chantelle Boye-Hlorkah |
| 12 | Inghilterra (bandiera) | A     | Jodie Hutton           |
| 15 | Inghilterra (bandiera) | D     | Natalie Haigh          |
| 16 | Inghilterra (bandiera) | D     | Olivia McLoughlin      |
| 17 | Inghilterra (bandiera) | A     | Sophie Haywood         |
| 18 | Inghilterra (bandiera) | A     | Freya Gregory          |

| N. |                        | Ruolo | Calciatrice             |
| -- | ---------------------- | ----- | ----------------------- |
| 19 | Inghilterra (bandiera) | C     | Laura Blindkilde        |
| 20 | Inghilterra (bandiera) | A     | Gemma Davison           |
| 20 | Inghilterra (bandiera) | A     | Jill Scott              |
| 21 | Germania (bandiera)    | D     | Marisa Ewers (capitano) |
| 22 | Giamaica (bandiera)    | A     | Shania Hayles           |
| 23 | Inghilterra (bandiera) | P     | Sian Rogers             |
| 24 | Inghilterra (bandiera) | C     | Olivia Rabjohn          |
| 26 | Inghilterra (bandiera) | A     | Isobel Goodwin          |
| 27 | Inghilterra (bandiera) | A     | Deerna Goodwin          |
| 28 | Inghilterra (bandiera) | D     | Evie Rabjohn            |
| 31 | Irlanda (bandiera)     | C     | Ruesha Littlejohn       |
| 32 | Galles (bandiera)      | C     | Mary McAteer            |
| 33 | Inghilterra (bandiera) | D     | Mayumi Pacheco          |
| 42 | Scozia (bandiera)      | D     | Rachel Corsie           |
| 44 | Inghilterra (bandiera) | D     | Anna Patten             |

## Calciomercato

### Sessione estiva
| Acquisti | Acquisti               | Acquisti        | Acquisti |
| R.       | Nome                   | da              | Modalità |
| -------- | ---------------------- | --------------- | -------- |
| P        | Hannah Hampton         | Birmingham City | [ 10 ]   |
| D        | Sarah Mayling          | Birmingham City | [ 11 ]   |
| D        | Mayumi Pacheco         | West Ham        | [ 12 ]   |
| D        | Meaghan Sargeant       | Bristol City    | [ 13 ]   |
| C        | Remi Allen             | Leicester City  | [ 14 ]   |
| C        | Ruesha Littlejohn      | Birmingham City | [ 15 ]   |
| A        | Chantelle Boye-Hlorkah | Everton         | [ 16 ]   |
| A        | Gemma Davison          | Tottenham       | [ 17 ]   |
| A        | Emily Gielnik          | Vittsjö GIK     | [ 18 ]   |
| A        | Alisha Lehmann         | West Ham        | [ 19 ]   |

| Cessioni | Cessioni               | Cessioni          | Cessioni    |
| R.       | Nome                   | a                 | Modalità    |
| -------- | ---------------------- | ----------------- | ----------- |
| P        | Lisa Weiß              | Wolfsburg         | [ 20 ]      |
| D        | Asmita Ale             | Tottenham         | [ 21 ]      |
| D        | Ella Franklin-Fraiture |                   | [ 22 ]      |
| D        | Caroline Siems         | Bayer Leverkusen  | [ 22 ]      |
| C        | Emma Follis            | Charlton Athletic | [ 22 ]      |
| C        | Nadine Hanssen         |                   | [ 22 ]      |
| C        | Emily Syme             | Sheffield Utd     | in prestito |
| C        | Amy West               | Nottingham Forest | [ 22 ]      |
| A        | Diana Silva            | Sporting Lisbona  | [ 22 ]      |
| A        | Mana Iwabuchi          | Arsenal           | [ 22 ]      |
| A        | Stine Larsen           | Häcken            | [ 24 ]      |

### Sessione invernale
| Acquisti | Acquisti      | Acquisti         | Acquisti      |
| R.       | Nome          | da               | Modalità      |
| -------- | ------------- | ---------------- | ------------- |
| D        | Rachel Corsie | Kansas City NWSL | in prestito   |
| D        | Anna Patten   | Arsenal          | in prestito   |
| C        | Emily Syme    | Sheffield Utd    | fine prestito |
| A        | Jill Scott    | Manchester City  | in prestito   |

| Cessioni | Cessioni      | Cessioni       | Cessioni    |
| R.       | Nome          | a              | Modalità    |
| -------- | ------------- | -------------- | ----------- |
| D        | Natalie Haigh | Coventry Utd   | in prestito |
| D        | Elisha N'Dow  | Coventry Utd   | in prestito |
| C        | Freya Gregory | Leicester City | in prestito |
| C        | Marisa Ewers  |                | ritirata    |
| C        | Emily Syme    | Bristol City   | [ 32 ]      |
| A        | Gemma Davison | Watford        | [ 33 ]      |

## Risultati

### FA Women's Super League

#### Girone di andata
| Arbitro: | Conley |

|                       |           |           |
| Mayling 63’ Allen 64’ | Marcatori | 39’ Flint |

| Arbitro: | Dowle |

|         |           |             |
| Leon 8’ | Marcatori | 90+2’ Allen |

| Arbitro: | Benn |

|  |           |             |
|  | Marcatori | 48’ Gielnik |

| Arbitro: | Heaslip |

|  |           |                                           |
|  | Marcatori | 51’, 90+2’ Little 80’ Iwabuchi 83’ McCabe |

| Arbitro: | Saunders |

|                                   |           |  |
| Eikeland 16’ Rowe 19’ Dowie 45+3’ | Marcatori |  |

| Arbitro: | Byrne |

|  |           |             |
|  | Marcatori | 22’ Fleming |

| Arbitro: | Dowle |

|  |           |            |
|  | Marcatori | 25’ Asante |

| Arbitro: | Byrne |

|                                             |           |  |
| Weir 48’ Stanway 51’ Raso 77’, 81’ Hemp 78’ | Marcatori |  |

| Arbitro: | Dowle |

|           |           |                               |
| Allen 19’ | Marcatori | 29’ (rig.) Simon 68’ Williams |

| Arbitro: | Welch |

|                                                          |           |  |
| Toone 8’, 79’ Zelem 13’ (rig.) Staniforth 50’ Thomas 73’ | Marcatori |  |

| Arbitro: | Massey-Ellis |

|  |           |           |
|  | Marcatori | 80’ Galli |

#### Girone di ritorno
| Arbitro: | Saunders |

|  |           |                            |
|  | Marcatori | 5’, 75’ Stanway 41’ Losada |

| Arbitro: | Simms |

|                    |           |                                  |
| Hampton 76’ (aut.) | Marcatori | 4’ (aut.) Purfield 90+3’ Lehmann |

| Arbitro: | May |

|                    |           |                           |
| Lehmann 42’ (rig.) | Marcatori | 12’ Stringer 52’ Svitková |

| Arbitro: | Simms |

|  |           |                              |
|  | Marcatori | 17’ Gielnik 23’ Petzelberger |

| Arbitro: | Saunders |

|  |           |                |
|  | Marcatori | 28’ Le Tissier |

| Arbitro: | Byrne |

|            |           |  |
| Kerr 90+2’ | Marcatori |  |

| Arbitro: | Impey |

|                  |           |                          |
| Petzelberger 76’ | Marcatori | 69’ (rig.) Vanhaevermaet |

| Arbitro: | Hallam |

|  |           |                  |
|  | Marcatori | 87’ Petzelberger |

| Walsall 24 aprile 2022, ore 18:00 UTC+1 20ª giornata | Aston Villa | 0 – 0 referto | Manchester United | Bescot Stadium\| Arbitro: \| Heaslip \| |
| Arbitro:                                             | Heaslip     |               |                   |                                         |

| Arbitro: | Benn |

|                                                                                              |           |  |
| Miedema 9’, 13’ Corsie 52’ (aut.) Mead 61’ Wubben-Moy 66’ Blackstenius 83’ Parris 90’ (rig.) | Marcatori |  |

| Arbitro: | Welch |

|  |           |           |
|  | Marcatori | 10’ Sarri |

### FA Women's Cup
| Arbitro: | Bryne |

|                           |           |                                   |
| Petzelberger 90+5’ (rig.) | Marcatori | 18’, 62’ Reiten 28’ (rig.) Harder |

### FA Women's League Cup

#### Fase a gruppi
| Birkenhead 13 ottobre 2021, ore 19:00 UTC+1 Gruppo A - 1ª giornata | Liverpool            | 1 – 1 referto                                  | Aston Villa | Prenton Park |
| \| \| \| \| \| Kiernan 66’ \| Marcatori \| 2’ Hayles \| \| Bailey Holland Daniëls Robe Hodson \| Tiri di rigore 5 – 4 \| Boye-Hlorkah Allen Mayling Hutton Petzelberger \| |                      |                                                |             |              |
| |                      |                                                |             |              |
| Kiernan 66’ | Marcatori            | 2’ Hayles                                      |             |              |
| Bailey Holland Daniëls Robe Hodson | Tiri di rigore 5 – 4 | Boye-Hlorkah Allen Mayling Hutton Petzelberger |             |              |

| Walsall 17 novembre 2021, ore 19:30 UTC+0 Gruppo A - 3ª giornata               | Aston Villa | 0 – 9 referto               | Sheffield Utd | Bescot Stadium |
| \| \| \| \| \| Boye-Hlorkah 48’ \| Marcatori \| 11’ Lipka 20’ Sweetman-Kirk \| |             |                             |               |                |
|                                                                                |             |                             |               |                |
| Boye-Hlorkah 48’                                                               | Marcatori   | 11’ Lipka 20’ Sweetman-Kirk |               |                |

| Hetton-le-Hole 5 dicembre 2021, ore 12:00 UTC+0 Gruppo A - 4ª giornata                                            | Sunderland | 0 – 7 referto                                                                   | Aston Villa | Eppleton CW |
| \| \| \| \| \| \| Marcatori \| 1’ Blindkilde 10’ Petzelberger 41’, 90’ Allen 72’, 76’ Lehmann 84’ Boye-Hlorkah \| |            |                                                                                 |             |             |
| |            |                                                                                 |             |             |
| | Marcatori  | 1’ Blindkilde 10’ Petzelberger 41’, 90’ Allen 72’, 76’ Lehmann 84’ Boye-Hlorkah |             |             |

| Walsall 15 dicembre 2021, ore 19:45 UTC+0 Gruppo A - 5ª giornata | Aston Villa | 0 – 1 referto | Blackburn Rovers | Bescot Stadium |
| \| \| \| \| \| \| Marcatori \| 69’ Leek \|                       |             |               |                  |                |
|                                                                  |             |               |                  |                |
|                                                                  | Marcatori   | 69’ Leek      |                  |                |

## Statistiche

### Statistiche di squadra
| Competizione            | Punti | In casa | In casa | In casa | In casa | In casa | In casa | In trasferta | In trasferta | In trasferta | In trasferta | In trasferta | In trasferta | Totale | Totale | Totale | Totale | Totale | Totale | DR  |
| Competizione            | Punti | G       | V       | N       | P       | Gf      | Gs      | G            | V            | N            | P            | Gf           | Gs           | G      | V      | N      | P      | Gf     | Gs     | DR  |
| ----------------------- | ----- | ------- | ------- | ------- | ------- | ------- | ------- | ------------ | ------------ | ------------ | ------------ | ------------ | ------------ | ------ | ------ | ------ | ------ | ------ | ------ | --- |
| FA Women's Super League | 21    | 11      | 1       | 2       | 8       | 5       | 17      | 11           | 5            | 1            | 5            | 8            | 23           | 22     | 6      | 3      | 13     | 13     | 40     | -27 |
| FA Women's Cup          | -     | 1       | 0       | 0       | 1       | 1       | 3       | 0            | 0            | 0            | 0            | 0            | 0            | 1      | 0      | 0      | 1      | 1      | 3      | -2  |
| FA Women's League Cup   | -     | 2       | 0       | 0       | 2       | 1       | 3       | 2            | 1            | 1            | 0            | 8            | 1            | 4      | 1      | 1      | 2      | 9      | 4      | +5  |
| Totale                  | -     | 15      | 1       | 2       | 11      | 7       | 23      | 13           | 6            | 2            | 5            | 16           | 24           | 27     | 7      | 4      | 15     | 23     | 47     | -24 |

### Andamento in campionato
| Giornata  | 1 | 2 | 3 | 4 | 5 | 6 | 7 | 8 | 9 | 10 | 11 | 12 | 13 | 14 | 15 | 16 | 17 | 18 | 19 | 20 | 21 | 22 |
| --------- | - | - | - | - | - | - | - | - | - | -- | -- | -- | -- | -- | -- | -- | -- | -- | -- | -- | -- | -- |
| Luogo     | C | T | T | C | T | C | T | T | C | T  | C  | C  | T  | C  | T  | C  | T  | C  | T  | C  | T  | C  |
| Risultato | V | N | V | P | P | P | V | P | P | P  | P  | P  | V  | P  | V  | P  | P  | N  | V  | N  | P  | P  |
| Posizione | 1 | 5 | 3 | 5 | 6 | 7 | 7 | 7 | 9 | 10 | 10 | 10 | 9  | 9  | 9  | 9  | 10 | 9  | 9  | 9  | 9  | 9  |

Legenda:

Luogo: C = Casa; T = Trasferta. Risultato: V = Vittoria; N = Pareggio; P = Sconfitta.

### Statistiche delle giocatrici
| Giocatore       | FA Women's Super League | FA Women's Super League | FA Women's Super League | FA Women's Super League | FA Women's Cup | FA Women's Cup | FA Women's Cup | FA Women's Cup | FA Women's League Cup | FA Women's League Cup | FA Women's League Cup | FA Women's League Cup | Totale   | Totale | Totale      | Totale     |
| Giocatore       | Presenze                | Reti                    | Ammonizioni             | Espulsioni              | Presenze       | Reti           | Ammonizioni    | Espulsioni     | Presenze              | Reti                  | Ammonizioni           | Espulsioni            | Presenze | Reti   | Ammonizioni | Espulsioni |
| --------------- | ----------------------- | ----------------------- | ----------------------- | ----------------------- | -------------- | -------------- | -------------- | -------------- | --------------------- | --------------------- | --------------------- | --------------------- | -------- | ------ | ----------- | ---------- |
| R. Allen        | 19                      | 3                       | 2                       | 0                       | 1              | 0              | 0              | 0              | 2                     | 2                     | 0                     | 0                     | 22       | 5      | 2           | 0          |
| C. Arthur       | 17                      | 0                       | 1                       | 0                       | 1              | 0              | 0              | 0              | 3                     | 0                     | 0                     | 0                     | 21       | 0      | 1           | 0          |
| A. Asante       | 21                      | 1                       | 2                       | 0                       | 1              | 0              | 0              | 0              | 1                     | 0                     | 0                     | 0                     | 23       | 1      | 2           | 0          |
| L. Blindkilde   | 11                      | 0                       | 0                       | 0                       | 1              | 0              | 0              | 0              | 3                     | 1                     | 0                     | 0                     | 15       | 1      | 0           | 0          |
| C. Boye-Hlorkah | 18                      | 0                       | 1                       | 0                       | 0              | 0              | 0              | 0              | 4                     | 2                     | 1                     | 0                     | 22       | 2      | 2           | 0          |
| R. Corsie       | 6                       | 0                       | 1                       | 0                       | 1              | 0              | 0              | 0              | -                     | -                     | -                     | -                     | 7        | 0      | 1           | 0          |
| G. Davison      | 3                       | 0                       | 0                       | 0                       | -              | -              | -              | -              | 4                     | 0                     | 1                     | 0                     | 7        | 0      | 1           | 0          |
| M. Ewers        | 5                       | 0                       | 0                       | 0                       | 1              | 0              | 0              | 0              | 3                     | 0                     | 0                     | 0                     | 9        | 0      | 0           | 0          |
| E. Gielnik      | 15                      | 2                       | 0                       | 0                       | -              | -              | -              | -              | 2                     | 0                     | 0                     | 0                     | 17       | 2      | 0           | 0          |
| D. Goodwin      | -                       | -                       | -                       | -                       | -              | -              | -              | -              | 1                     | 0                     | 0                     | 0                     | 1        | 0      | 0           | 0          |
| I. Goodwin      | -                       | -                       | -                       | -                       | -              | -              | -              | -              | 1                     | 0                     | 0                     | 0                     | 1        | 0      | 0           | 0          |
| F. Gregory      | 3                       | 0                       | 0                       | 0                       | -              | -              | -              | -              | 3                     | 0                     | 0                     | 0                     | 6        | 0      | 0           | 0          |
| N. Haigh        | 1                       | 0                       | 0                       | 0                       | -              | -              | -              | -              | 3                     | 0                     | 0                     | 0                     | 4        | 0      | 0           | 0          |
| H. Hampton      | 20                      | -31                     | 1                       | 0                       | 1              | -3             | 0              | 0              | 1                     | 0                     | 0                     | 0                     | 22       | -34    | 1           | 0          |
| S. Hayles       | 13                      | 0                       | 1                       | 0                       | 1              | 0              | 0              | 0              | 3                     | 1                     | 0                     | 0                     | 17       | 1      | 1           | 0          |
| S. Haywood      | 0                       | 0                       | 0                       | 0                       | 0              | 0              | 0              | 0              | -                     | -                     | -                     | -                     | 0        | 0      | 0           | 0          |
| J. Hutton       | 4                       | 0                       | 1                       | 0                       | 1              | 0              | 0              | 0              | 4                     | 0                     | 0                     | 0                     | 9        | 0      | 1           | 0          |
| A. Lehmann      | 21                      | 2                       | 1                       | 0                       | -              | -              | -              | -              | 2                     | 2                     | 0                     | 0                     | 23       | 4      | 1           | 0          |
| R. Littlejohn   | 17                      | 0                       | 4                       | 0                       | 1              | 0              | 0              | 0              | 2                     | 0                     | 1                     | 0                     | 20       | 0      | 5           | 0          |
| S. Mayling      | 21                      | 1                       | 2                       | 0                       | 1              | 0              | 0              | 0              | 3                     | 0                     | 0                     | 0                     | 25       | 1      | 2           | 0          |
| M. McAteer      | -                       | -                       | -                       | -                       | -              | -              | -              | -              | 1                     | 0                     | 0                     | 0                     | 1        | 0      | 0           | 0          |
| O. McLoughlin   | 11                      | 0                       | 0                       | 0                       | 1              | 0              | 0              | 0              | 3                     | 0                     | 0                     | 0                     | 15       | 0      | 0           | 0          |
| E. N'Dow        | 7                       | 0                       | 0                       | 0                       | -              | -              | -              | -              | 3                     | 0                     | 0                     | 0                     | 10       | 0      | 0           | 0          |
| M. Pacheco      | 22                      | 0                       | 3                       | 0                       | 1              | 0              | 0              | 0              | 2                     | 0                     | 0                     | 0                     | 25       | 0      | 3           | 0          |
| A. Patten       | 7                       | 0                       | 0                       | 0                       | 1              | 0              | 0              | 0              | -                     | -                     | -                     | -                     | 8        | 0      | 0           | 0          |
| R. Petzelberger | 19                      | 3                       | 1                       | 0                       | 1              | 0              | 0              | 0              | 3                     | 1                     | 0                     | 0                     | 23       | 4      | 1           | 0          |
| E. Rabjohn      | 0                       | 0                       | 0                       | 0                       | -              | -              | -              | -              | 1                     | 0                     | 0                     | 0                     | 1        | 0      | 0           | 0          |
| O. Rabjohn      | 0                       | 0                       | 0                       | 0                       | -              | -              | -              | -              | 1                     | 0                     | 0                     | 0                     | 1        | 0      | 0           | 0          |
| S. Rogers       | 3                       | -9                      | 0                       | 0                       | 0              | 0              | 0              | 0              | 4                     | -4                    | 0                     | 0                     | 7        | -13    | 0           | 0          |
| M. Sargeant     | 12                      | 0                       | 0                       | 0                       | -              | -              | -              | -              | 1                     | 0                     | 0                     | 0                     | 13       | 0      | 0           | 0          |
| J. Scott        | 7                       | 0                       | 0                       | 0                       | 1              | 0              | 0              | 0              | -                     | -                     | -                     | -                     | 8        | 0      | 0           | 0          |